# Great Burnt Island
Great Burnt Island är en ö i Kanada.   Den ligger i provinsen Newfoundland och Labrador, i den östra delen av landet, 1 300 km öster om huvudstaden Ottawa.